# Nohant-Vic
Nohant-Vic là một xã trong tỉnh Indre, thuộc vùng hành chính Centre-Val de Loire của nước Pháp, có dân số là 500 người (thời điểm 1999).

## Nhân khẩu học
| 1962 | 1968 | 1975 | 1982 | 1990 | 1999 |
| ---- | ---- | ---- | ---- | ---- | ---- |
| 555  | 608  | 514  | 480  | 481  | 500  |